# Nowe Brzeźno (Poméranie)
Pour les articles homonymes, voir Nowe Brzeźno.
Nowe Brzeźno est une localité polonaise de la gmina rurale de Lipnica située dans le powiat de Bytów en voïvodie de Poméranie. Elle se trouve à environ 17 km au sud de Bytów et 90 km au sud-ouest de la capitale régionale Gdańsk.

## Géographie

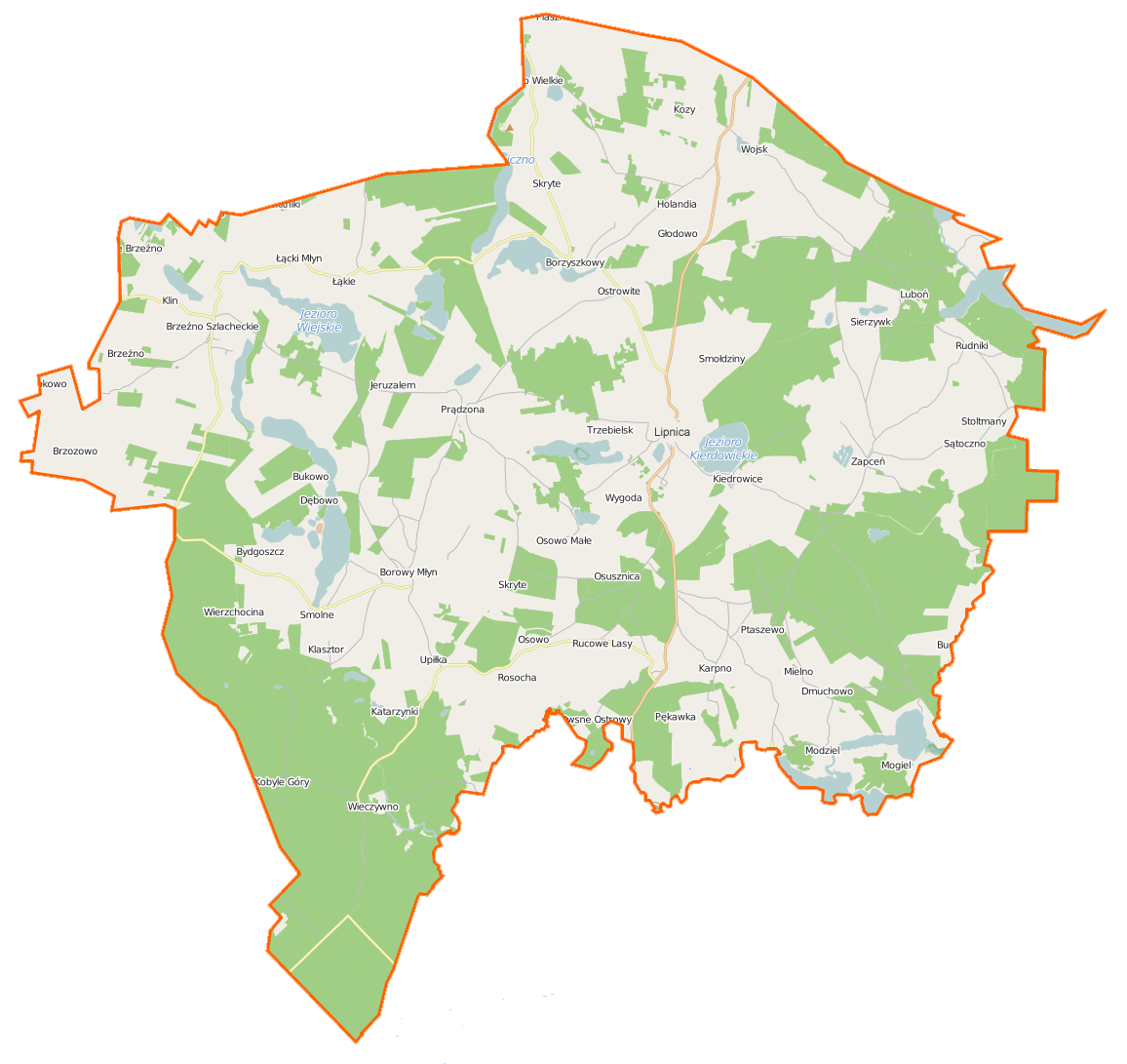
Carte de la gmina de Lipnica.